# Henri Lambert de Thibouville
Pour les articles homonymes, voir Henri Lambert et Lambert.
Henri Lambert d'Herbigny, marquis de Thibouville, né le 14 décembre 1710 à Paris et mort le 16 juin 1784 à Rouen, est un écrivain et un homme d'esprit français.

## Biographie
Fils de Pierre-Charles (1659-1729), marquis de Thibouville, maître des requêtes et conseiller d'État, et de Louise d'Estrade (1684-1731), il avait un frère cadet, Pierre-Armand (1712-1737), qui mourut jeune, à 25 ans, de la variole, et quatre sœurs aînées.
Il suit d'abord la voie des armes, où il obtient le grade de mestre de camp dans le régiment des dragons de la Reine. Il délaisse ensuite cette carrière pour celle des lettres.
Il se lie durablement à Voltaire avec lequel il entretint une correspondance assidue : on a plus de cinquante lettres adressées par Voltaire à Thibouville. Son goût pour le théâtre et la déclamation le poussa à servir auprès de Voltaire le rôle d'intermédiaire auprès des acteurs qui jouaient les pièces du maître, et quelquefois avec les éditeurs pour leur publication.

## Œuvres
La réputation de Thibouville reposa plus sur son esprit que sur son talent et ses œuvres ont été peu estimées. Il a néanmoins laissé :
- Thélamine, tragédie, 1739 ;
- L'École de l'Amitié, roman, 1757 ;
- Le Danger des passions, ou anecdotes syriennes et égyptiennes, 1758 ;
- Réponses d'Abeilard à Héloïse, 1758 ;
- Namir, tragédie, 1759[2] ;
- Qui ne risque rien n'a rien, 1772 ;
- Plus heureux, 1772.

## Sexualité
Grimm le décrit comme « plus attaché encore que M. de Villette au culte de cet amour que nos sages ont si rudement proscrit, mais que ceux de l’ancienne Grèce excusaient avec tant d’indulgence. » Voltaire lui-même, dans les premières éditions de La Pucelle d'Orléans, a accolé son nom à celui du duc de Villars, homosexuel notoire lui-aussi, dans les vers suivants : 
Tels on a vu Thibouville et Villars,

Imitateurs du premier des Césars,

Tout enflammés du feu qui les possède,

Tête baissée attendre un Nicomède ;

Et seconder, par de fréquents écarts,

Les vaillants coups de leurs laquais picards.

Il nie dans une lettre adressée à Thibouville être l'auteur véritable de ces vers, mais Voltaire nous a habitués à ces désaveux obligés. Marmontel, dans ses Mémoires, ne l’appelle pas autrement que 

« ce vilain Thibouville, distingué parmi les infâmes par l’impudence du plus sale des vices et les raffinements d’un luxe dégoûtant de mollesse et de vanité. Le seul mérite de cet homme abreuvé de honte était de réciter des vers d’une voix éteinte et cassée, et avec une afféterie qui se ressentait de ses mœurs. »

Son homosexualité notoire ne l'empêche pas de se marier en 1731 avec Louise-Élisabeth de Rochechouart, sœur de Mgr de Rochechouart, évêque d'Evreux puis de Bayeux. Il prend même une maîtresse, Mélanie de Laballe, ce qui ne laisse pas dupes les plaisants qui répandent l'épigramme suivant :
Agnès, débutant dans le monde, 

Prétendait avoir des amants ; 

Mais d’avoir la panse un peu ronde 

Lui déplaisait, à quatorze ans. 

« Ah ! ménagez du moins ma taille, 

Disait-elle à certain marquis. — 

Le propos, dit-il, est exquis ! 

Suis-je né parmi la canaille ! 

Sur moi vous pouvez faire fond : 

Vous connaîtrez, jeune merveille, 

Que jamais enfants ne se font 

Ni par le c.. ni par l’oreille.